# اودورپ
اودورپ (به هلندی: Oudorp) یک منطقهٔ مسکونی در هلند است که در آلکمار واقع شده‌است. اودورپ ۱۲٫۱۴۰ نفر جمعیت دارد.